# Лучњичка
Лучњичка (пољ. Łuczniczka) је хала у Бидгошчу, Пољска. Користи се за одржавање одбојкашких и кошаркашких утакмица. Капацитета је 8.764 места. Као домаћини у овој хали игра КК Асторија. Изградња ове хале завршена је у октобру 2002. године.
Једна је од арена у којима су се играле утакмице Европског првенства у кошарци 2009. и Европског првенства у кошарци за жене 2011..